# Pruska-Ruda (gmina)
Pruska-Ruda (do 1868 i od ok. 1880 gminy Pruska i Ruda) – dawna gmina wiejska istniejąca w XIX wieku w guberni łomżyńskiej. Siedzibą władz gminy była Ruda.
Gmina powstała w Królestwie Polskim w 1868 roku w powiecie szczuczyńskim w guberni łomżyńskiej, z obszaru połączonych gmin Pruska i Ruda.
19 maja?/31 maja 1870 część gminy przyłączono do nowo utworzonej gminy Wąsosz.
W 1874 roku nastąpiło ponowne rozdzielenie gminy na dwie odrębne jednostki – gmina Pruska i gmina Ruda.